# Eswatini Electricity Company
Die Eswatini Electricity Company (EEC), bis 2018 Swaziland Electricity Company (SEC), ist ein eswatinisches Unternehmen, das der Erzeugung, Übertragung sowie Versorgung mit Elektroenergie dient. Sein Sitz befindet sich in Mbabane. Die Unternehmensaktivitäten richten sich auf den inländischen Bedarf und auf die SADC-Region.

## Geschichte
Im Jahre 1963 wurde das Swaziland Electricity Board (deutsch etwa: „Direktion für Elektrizität von Swasiland“) gegründet, als der Bau des Wasserkraftwerks Edwaleni (Edwaleni Hydro-Electric Power Station) begann. Ein Jahr später erfolgte die Einweihung dieser Anlage in Anwesenheit von Harry Frederick Oppenheimer und König Sobhuza II.
1975 entstand das Umspannwerk (132/66 kV) in Hhelehhele. Zwischen 1980 und 1985 erfolgte der Bau des Wasserkraftwerks Luphohlo, das nach Inbetriebnahme eine installierte Leistung von 51 MW besaß. Seit den späten 1980er Jahren bis um 2010 wurde das System der landesweiten Versorgung mit Elektroenergie immer weiter ausgebaut. Im Dezember 2010 wurde der Betrieb eines kleinen Kraftwerks mit 500-kW-Leistung eingestellt. Es war seit 1954 in Nutzung. In Anwesenheit von König Mswati III. wurde am 13. Mai 2011 das Wasserkraftwerk Maguga eröffnet.
Im Oktober 1998 ging das Swaziland Electricity Board mit der südafrikanischen Eskom und der mosambikanischen Electricidade de Moçambique ein Joint Venture ein, das als Mozambique Transmission Company zur Energieversorgung des Aluminiumherstellers Mozal entstand.
Swaziland Electricity Board wurde 2007 umbenannt und hieß bis 2018 Swaziland Electricity Company, seitdem  Eswatini Electricity Company.
Südafrika exportiert Strom in das Netz der Eswatini Electricity Company. Der aktuelle bilaterale Vertrag existiert seit 2001 und läuft bis zum Dezember 2024 mit festen Stromabnahmemengen. Eswatini ist von Südafrikas Stromexporten stark abhängig, da sie etwa 80 % des Eigenbedarfs decken. Die Bestrebungen gehen in Richtung von langfristig prozentual mehr inländischer Stromerzeugung bei Ausschöpfung aller vorhandenen Ressourcen im Gegensatz zur bisherigen Stromproduktion, die nur entsprechend der allgemein gestiegenen Nachfrage und zunehmender Elektrifizierung ausgebaut wurde. Durch die langfristigen Lieferverträge gab es keinen Anreiz zum Ausbau der Stromproduktion darüber hinaus.

## Standorte
Die Wasserkraftwerke Ezulwini (südwestlich von Mbabane), Edwaleni (westlich von Manzini) und Maguduza bilden eine „Kaskade“ unterhalb des Luphohlo-Staudamms, der westlich von Mbabane liegt. Dessen Wasserzufluss geschieht auf natürliche Weise durch den Lusushwana River.
Das Maguga-Wasserkraftwerk (Maguga Hydropower Station) wird vom Maguga-Staudamm mit dem notwendigen Betriebswasser aus dem Komati versorgt. Es befindet sich am gleichnamigen Staudamm südlich von Piggs Peak. Später erfolgte eine Erweiterung der Nutzung des Staudamms auf Bewässerungs- und andere Wasserversorgungsaufgaben. Die Anlage wird seither von der Komati Basin Water Authority (KOBWA) verwaltet, die dafür eine vertragliche Vereinbarung mit der Eswatini Electricity Company besitzt.

## Rechtsgrundlagen
- Public Enterprises (Control and Monitoring) Act of 1989,
- Electricity Company Act (2007),
- Energy Regulatory Authority Act (2007).